# Santuário Nacional de Aves de Djoudj
O Santuário nacional de aves de Djoudj ou Reserva ornitológica nacional Djoudj é um parque nacional do Senegal, desde 1971. Em 1980, a Convenção de Ramsar reconheceu-a como zona húmida de importância internacional e passou a ser reconhecido como Património Mundial pela Unesco em 1981.
Está situada no delta do rio Senegal, a norte de Ross-Béthio e a nordeste de Saint-Louis. Com 160 km ², é o habitat de uma grande quantidade de aves migratórias que atravessam o Sahara para aí passar o inverno, vindos da Europa e do Norte da Ásia. Das aves aquáticas e palmípedes que caracterizam a região destaca-se o pelicano-vulgar (Pelecanus onocrotalus), os flamingos, a marreca-piadeira (Dendrocygna viduata); o colhereiro-branco (Platalea alba); a garça-de-dorso-verde (Butorides striatus), o papa-ratos (Ardeola ralloides), o maçarico-bastardo (Tringa glareola) e o grou-coroado (Balearica pavonina).

## Galeria

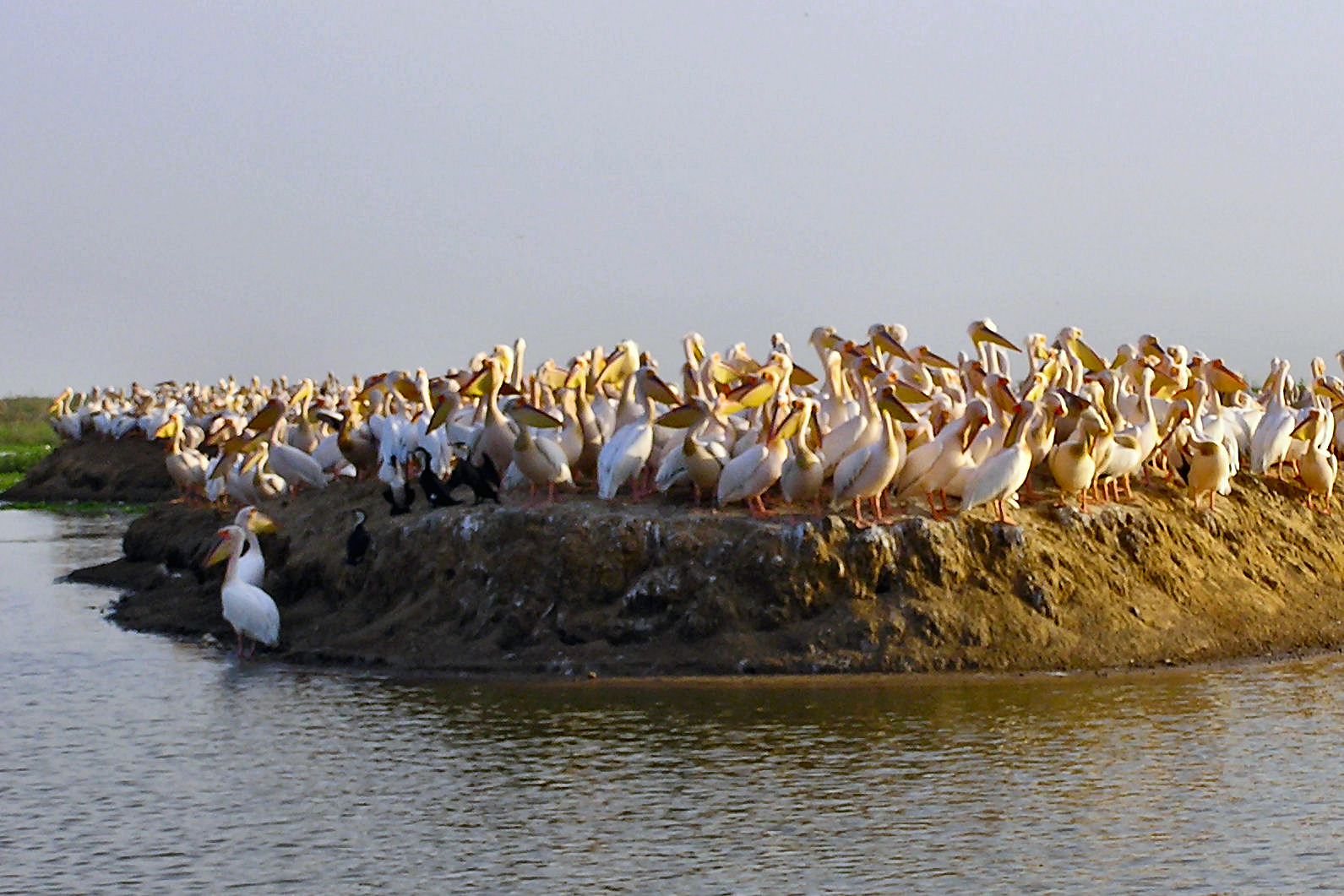